# Горошек мохнатый
Горошек мохнатый, или Вика мохнатая, или Вика озимая, или Вика песчаная (лат. Vícia villósa) — травянистое растение, вид рода Горошек (Vicia) семейства Бобовые (Fabaceae). Вьющееся растение с обыкновенно лиловыми или лилово-синими цветками, нередко покрытое мягким отстоящим опушением. Сорняк.

## Ботаническое описание

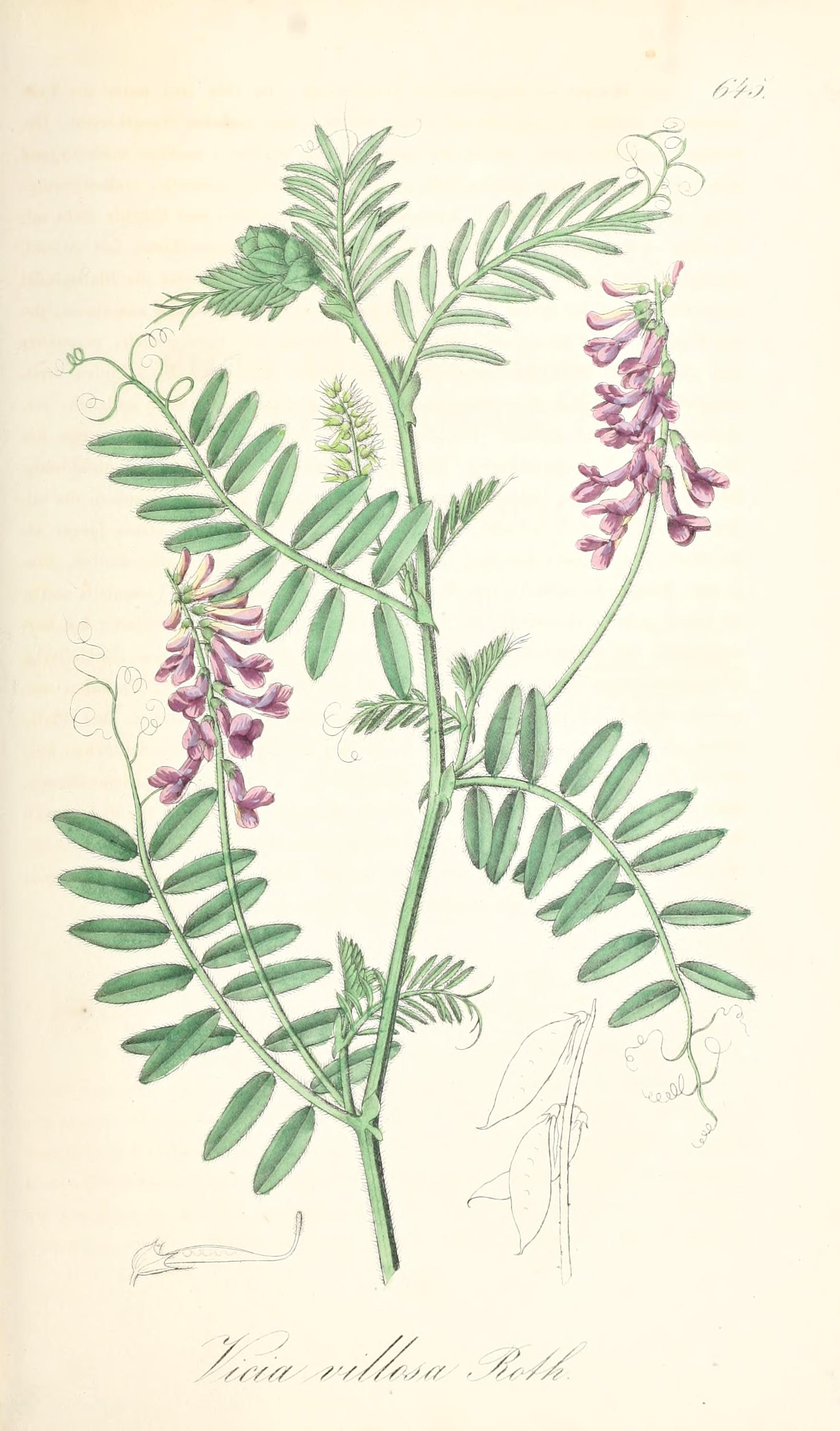

Однолетнее, реже малолетнее травянистое растение с лазающим сильно разветвлённым стеблем 30—150 см высотой, от длинноволосистого или шелковистого до голого. Листья парноперистые, 3—6 см длиной, с ланцетными, двунадрезанными или полустреловидными прилистниками 7—12 мм длиной. Листочки в 4—12 парах, линейные, продолговатые или ланцетные, 1—3 см длиной и 3—7 мм шириной, на верхушке тупые, заострённые или острые, с остроконечием. Усик, которым заканчивается лист, с 2—3 разветвлениями.
Развивает глубоко идущий стрежневой корень с хорошо развитой сетью мелких корешков. На корнях развиваются азотфиксирующие бактерии. Узлы кущения залегают над самой поверхностью почвы и не страдают от стравливания и скашивания.
Цветки собраны в густые кисти по 10—30, чашечка косо-колокольчатая, с неравными зубцами: нижние зубцы нередко равные трубке по длине или длиннее её, либо же все зубцы короче трубки. Венчик лилово-синий, лиловый, бледно-лиловый, бледно-красный, бледно-синий или белый, 1—1,8 см длиной. Флаг линейный или продолговатый, стянутый в средней части, крылья короче флага, но длиннее лодочки.
Плод — продолговатый или продолговато-ромбовидный боб 2—4 см длиной и 4—12 мм шириной, с сетчатой поверхностью, с 2—8 шаровидными или сплюснуто-шаровидными чёрными семенами около 3 мм в диаметре.

## Распространение и экология
Первоначально распространено, вероятно, в Северной Африке, Центральной и Юго-Западной Азии, в Южной и Центральной Европе. В настоящее время обладает космополитичным ареалом. В Северную Америку горошек был завезён в XVIII веке, в Великобританию — в 1815 году, к 1857 году начал дичать.
В почвам не требователен. Хорошие урожаи получаются на супесях, песчаных и богатых известью почвах. Плохо переносит тяжелые глинистые и кислые почвы. Хорошо отзывается на внесение фосфорных, калийных удобрений и перепревшего навоза, известкование почвы. Всходы и молодые побеги выдерживают заморозки до −3 °С. Молодые растения при устойчивом снежном покрове выдерживают морозы до −18 С. Весной страдает от оттаивания и промерзания почвы, от выпревания и вымокания.
Сильно поражается аскохитозом, антракнозом, ржавчиной листьев, серой гнилью. Основные вредители: клубеньковые долгоносики, долгоносики-фитономусы, полосатый и щетинистый долгоносик, гусеницы лугового мотылька, совки-гаммы, виковая тля. На семенных посевах: личинки викового и пятиточечного долгоносика, зерновки.

## Химический состав
В 1 кг сена в фазе цветения — завязывания плодов содержится 99—185 мг % каротина. В абсолютно сухом веществе содержит 1,810 % кальция, 0,224 % фосфора, 0,052 % серы и 0,460 % магния.
| Что анализировалось    | Воды (в %) | От абсолютного сухого вещества в % | От абсолютного сухого вещества в % | От абсолютного сухого вещества в % | От абсолютного сухого вещества в % | От абсолютного сухого вещества в % |
| Что анализировалось    | Воды (в %) | золы                               | протеина                           | жира                               | клетчатки                          | БЭВ                                |
| ---------------------- | ---------- | ---------------------------------- | ---------------------------------- | ---------------------------------- | ---------------------------------- | ---------------------------------- |
| Зелёная масса          | 80—86      | 1,5—2                              | 3,8—4,7                            | 3                                  | 2,8—6                              | 5,5—7,4                            |
| Сено                   | 15         | 8,1                                | 18,8                               | 2,1                                | 25,5                               | 30,1                               |
| Сено вико-ржаной смеси | 15         | 6,6                                | 12,6                               | 2,5                                | 29,6                               | 33,7                               |

На 100 кг зелёной массы приходится 13,7 кормовых единиц и 3,1 кг переваримоо протеина, в сене 46,2 и 12,4 кг соответственно. В 100 кг семян 119,5 кормовых единиц и 22,7 кг протеина.
Коэффициент переваримости в зелёной массе протеина 69, жира 60, клетчатки 45, БЭВ 68. В сене схожие показатели. Переваримость в сене протеина и жира 88, клетчатки 65, БЭВ 92.

## Значение и применение
Хорошо поедается в зелёном виде и в сене всеми видами сельскохозяйственных животных. При кормлении коров повышаются удои молока и улучшается качество масла. В смеси в рожью при посеве осенью даёт хорошее пастбище для использования весной, при посеве весной — пастбище позднелетнего и осеннего использования. При правильном выпасе скот съедает зелёную массу равномерно, почти не оставляя остатков. При бессистемном большое количество травы вытаптывается и выпадает из травостоя. Исключительно ценная культура для зелёного конвейера.
Сидерационная культура значительно повышающая урожай. Картофель посаженный после горошка дал урожай на 54,5 % выше в сравнении с чёрным паром. Прорастание клубней происходило примерно в 1,5 раза быстрее, чем на пару.
Важная кормовая культура, впервые выращивавшаяся в Германии в середине XIX века, в настоящее время выращиваемая на всех континентах. Выведено множество сортов.
Легко сбегает из культуры и длительное время сохраняется. Сорняк-антропохор, встречается в посевах яровых и озимых зерновых, изредка — в посевах пропашных культур.

## Классификация

### Таксономия
Vicia villosa Roth, 1793, Tent. Fl. Germ. 2(2): 182
Вид Горошек мохнатый относится к роду Горошек (Vicia) подсемейства Мотыльковые (Papilionoideae) семейства Бобовые (Fabaceae) порядка Бобовоцветные (Fabales). Таксономическая схема в соответствии с Системой APG IV по состоянию на декабрь 2023 года:
|  |                                      |  |                                   |                                   |                   |  | ещё 3 семейства | ещё 3 семейства   |                          |  |  |  | еще 523 рода                                                    | еще 523 рода     |  |  |
|  |                                      |  |                                   |                                   |                   |  | ещё 3 семейства | ещё 3 семейства   |                          |  |  |  | еще 523 рода                                                    | еще 523 рода     |  |  |
|  |                                      |  |                                   | порядок Бобовоцветные             |                   |  |                 |                   | подсемейство Мотыльковые |  |  |  |                                                                 | Горошек мохнатый |  |  |
|  |                                      |  |                                   | порядок Бобовоцветные             |                   |  |                 |                   | подсемейство Мотыльковые |  |  |  |                                                                 | Горошек мохнатый |  |  |
|  | отдел Цветковые, или Покрытосеменные |  |                                   |                                   | семейство Бобовые |  |                 |                   | род Горошек              |  |  |  |                                                                 |                  |  |  |
|  | отдел Цветковые, или Покрытосеменные |  |                                   |                                   |                   |  |                 |                   |                          |  |  |  |                                                                 |                  |  |  |
|  |                                      |  | ещё 63 порядка цветковых растений | ещё 63 порядка цветковых растений |                   |  |                 | еще 5 подсемейств | еще 5 подсемейств        |  |  |  | еще 296 подтвержденных видов и 52 вида, ожидающих подтверждения |                  |  |  |
|  |                                      |  |                                   | ещё 63 порядка цветковых растений |                   |  |                 |                   | еще 5 подсемейств        |  |  |  |                                                                 |                  |  |  |

### Внутривидовые таксоны
- Vicia villosa subsp. ambigua (Guss.) Kerguélen
- Vicia villosa subsp. garbiensis (Font Quer & Pau) Maire
- Vicia villosa subsp. maniatissa Kit Tan & Lassen
- Vicia villosa subsp. microphylla (d'Urv.) P.W.Ball
- Vicia villosa subsp. varia (Host) Corb.
- Vicia villosa subsp. villosa

### Синонимы
- Cracca villosa (Roth) Gren. & Godr.
- Cracca villosa (Roth) Gren. & Godr.
- Ervum villosum (Roth) Trautv.
- Vicia elegantissima Shuttlew. ex Rouy
- Vicia glabrescens Kern.
- Vicia godronii Rouy
- Vicia unguiculata Clavaud ex Bonnier & Layens
- Vicia unguiculata subsp. villosa (Roth) Bonnier & Layens
- Vicia varia subsp. villosa (Roth) H.J.Coste
- Vicia villosa f. hamata Holmb.
- Vicia villosa var. villosa